# Cholet
Cholet [ʃɔlɛ] ist eine französische Gemeinde mit 54.074 Einwohnern (Stand 1. Januar 2022) im Département Maine-et-Loire in der Region Pays de la Loire. Sie ist Sitz einer Unterpräfektur des Départements und des Gemeindeverbands Cholet Agglomération. Die Bureaux centralisateurs der Wahlkreise Cholet-1 und Cholet-2 befinden sich in der Stadt. Die Bewohner werden Choletais und Choletaises genannt.
Die Gemeinde erhielt 2023 die Auszeichnung „Vier Blumen“, die vom Conseil national des villes et villages fleuris (CNVVF) im Rahmen des jährlichen Wettbewerbs der blumengeschmückten Städte und Dörfer verliehen wird. Cholet erhält diese Auszeichnung seit 2005.

## Geografie

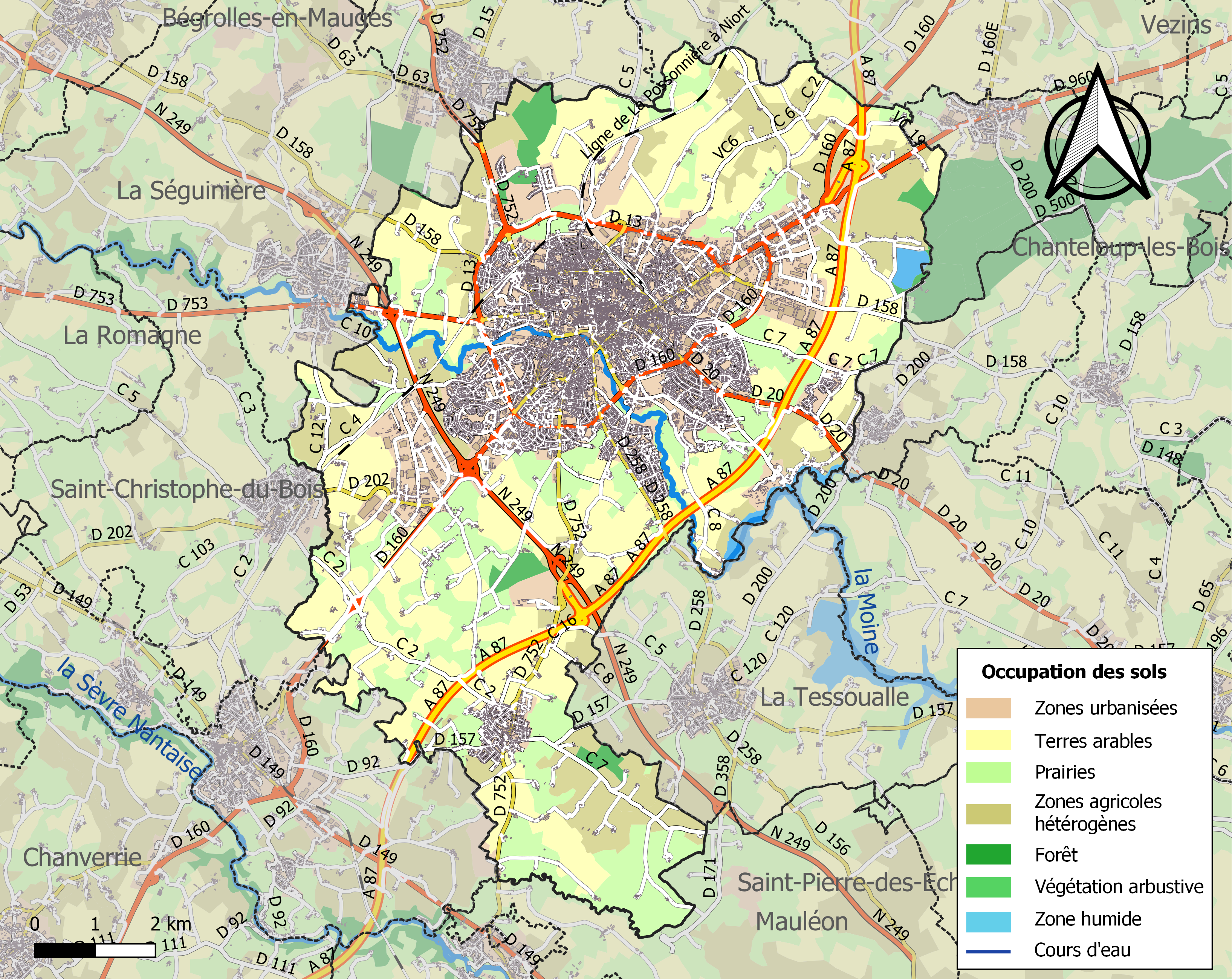
Bodennutzung, Hydrografie und Infrastruktur der Gemeinde (2018)

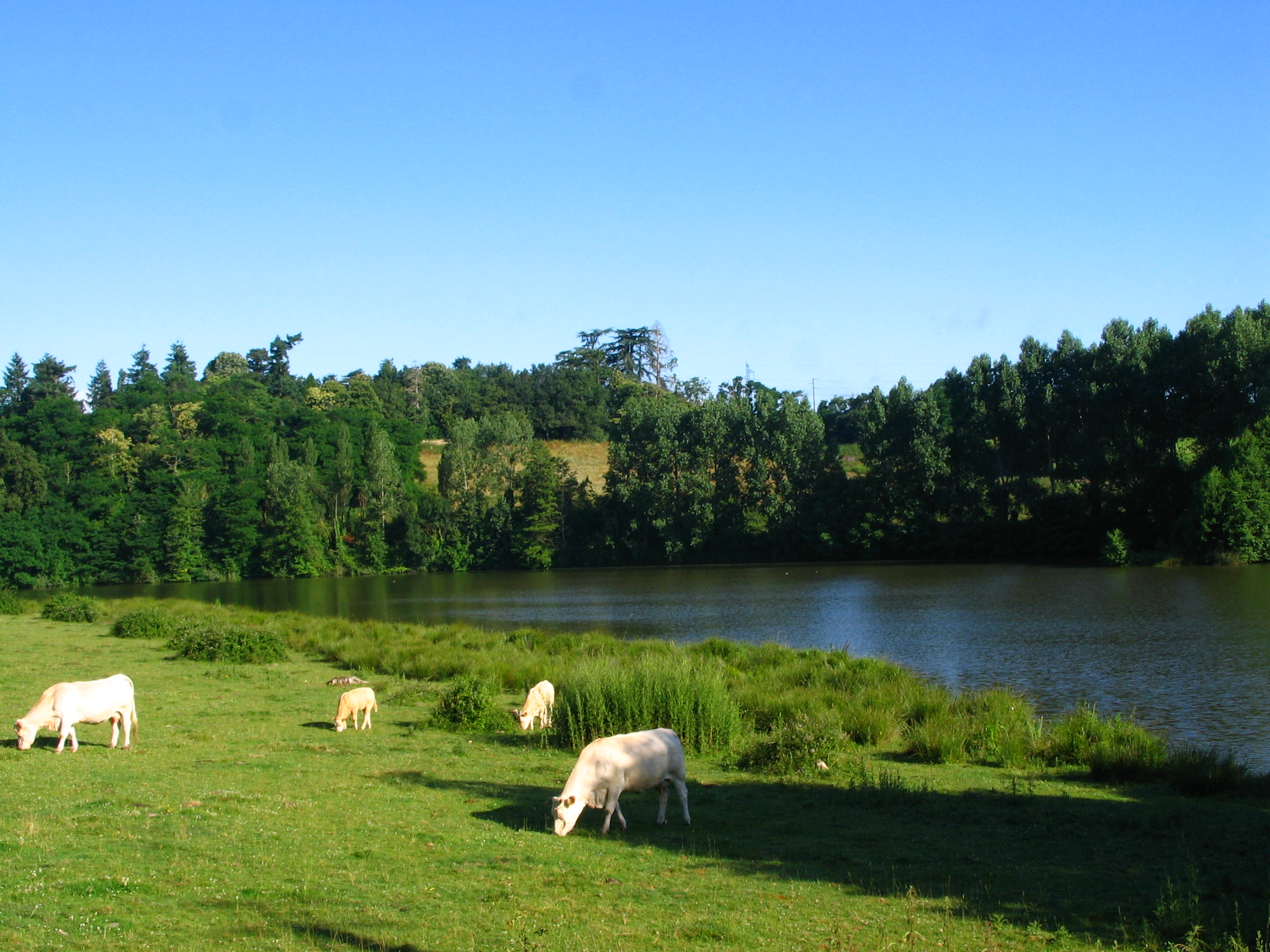
Lac de Ribou

Cholet liegt etwa 54 Kilometer ostsüdöstlich von Nantes und etwa 52 Kilometer südsüdwestlich von Angers in der Région naturelle Mauges und im Südwesten  der historischen Provinz Anjou. Die Gemeinde erstreckt sich im Süden des Départements an der Grenze zu den benachbarten Départements Vendée und Deux-Sèvres. Sie befindet sich im Einzugsgebiet der Loire und liegt beiderseits der Moine, die sie von Südost nach Nordwest durchquert.
Die Stadt besitzt zahlreiche Anteile an Wasserflächen:
- der Lac de Ribou, in dem der Trézon als rechter Zufluss in die Moine mündet,
- der Étang du Bois-Régnier,
- der Étang de la Godinière,
- der Étang de Mocrat und
- der Étang des Noues.

Teile des Gebiets von Cholet gehören zu fünf ZNIEFF-Naturzonen. Etwa zwei Drittel der Fläche der Gemeinde werden landwirtschaftlich genutzt, der Anteil an bebauter Fläche beträgt etwa 16 %, der Anteil an bewaldeter nur 2 %.
Umgeben wird Cholet von den zehn Nachbargemeinden:
| Saint-Léger-sous-Cholet  | Le May-sur-Èvre Trémentines                       | Nuaillé                       |
| La Séguinière            | Kompassrose, die auf Nachbargemeinden zeigt       | Mazières-en-Mauges Maulévrier |
| Saint-Christophe-du-Bois | Mortagne-sur-Sèvre (Vendée) Mauléon (Deux-Sèvres) | La Tessoualle                 |

## Klima
|                        | Jan | Feb | Mär  | Apr  | Mai  | Jun  | Jul  | Aug  | Sep  | Okt  | Nov  | Dez |   |      |
| Mittl. Temperatur (°C) | 5,4 | 5,5 | 8    | 10,6 | 14   | 17,7 | 19,4 | 19,2 | 16,8 | 13,3 | 8,8  | 5,9 | ⌀ | 12,1 |
| Mittl. Tagesmax. (°C)  | 8,1 | 8,9 | 11,9 | 14,9 | 18,2 | 22,2 | 24   | 23,9 | 21,4 | 17   | 11,6 | 8,7 | ⌀ | 15,9 |
| Mittl. Tagesmin. (°C)  | 2,8 | 2,4 | 4,2  | 6,3  | 9,6  | 13   | 14,7 | 14,5 | 12,4 | 9,9  | 6,1  | 3,3 | ⌀ | 8,3  |
|                        |     |     |      |      |      |      |      |      |      |      |      |     |   |      |
| Niederschlag (mm)      | 80  | 64  | 58   | 66   | 74   | 53   | 46   | 50   | 57   | 79   | 80   | 85  | Σ | 792  |
|                        |     |     |      |      |      |      |      |      |      |      |      |     |   |      |
| Sonnenstunden (h/d)    | 3,3 | 4,5 | 6,0  | 7,6  | 8,0  | 9,2  | 9,1  | 8,7  | 7,5  | 5,6  | 4,2  | 3,7 | ⌀ | 6,5  |
|                        |     |     |      |      |      |      |      |      |      |      |      |     |   |      |
| Regentage (d)          | 9   | 8   | 8    | 9    | 9    | 7    | 6    | 6    | 6    | 9    | 9    | 9   | Σ | 95   |
|                        |     |     |      |      |      |      |      |      |      |      |      |     |   |      |
| Luftfeuchtigkeit (%)   | 86  | 82  | 78   | 73   | 74   | 68   | 66   | 68   | 69   | 80   | 86   | 86  | ⌀ | 76,3 |

| 2,8 |

| 2,4 |

| 4,2 |

| 6,3 |

| 9,6 |

| 13 |

| 14,7 |

| 14,5 |

| 12,4 |

| 9,9 |

| 6,1 |

| 3,3 |

| 2,8 |

| 2,4 |

| 4,2 |

| 6,3 |

| 9,6 |

| 13 |

| 14,7 |

| 14,5 |

| 12,4 |

| 9,9 |

| 6,1 |

| 3,3 |

Das Klima ist als Ozeanklima (Cfb-Klima) nach Köppen und Geiger klassifiziert. Es zeichnet sich durch warme Sommer und milde Winter aus. Die Angaben von Temperatur, Niederschlag, Regentage und Luftfeuchtigkeit basieren auf Daten von 1991–2021, Sonnenstunden auf Daten von 1999–2019.

## Geschichte
Im Aufstand der Vendée (1793–1796) war Cholet eine Hochburg der königstreuen Aufständischen gegen Repräsentanten und Truppen der Ersten Französischen Republik; hier versammelten sich im März 1793 (Erste Schlacht bei Cholet) 15.000 Vendéer und töteten bzw. verhafteten eine republikanische Besatzung von rund 500 Nationalgardisten. Cholet war dann im Oktober 1793 in der Zweiten Schlacht bei Cholet erneut Schauplatz einer erbitterten Auseinandersetzung. Diesmal standen rund 40.000 Vendéer, angeführt u. a. von Maurice d’Elbée 26.000 republikanischen Linientruppen unter dem Oberkommando von General Kléber gegenüber. Die Schlacht endete mit einer Niederlage und Flucht der Aufständischen, in deren Tross Tausende Familien waren, die in die Kämpfe verwickelt wurden. Die zweite Schlacht bei Cholet und das Flüchtlingsdrama danach werden in Frankreich zu den tragischsten Phasen des Bürgerkrieges der Vendée gezählt.

## Bevölkerungsentwicklung
| Cholet: Einwohnerzahlen von 1793 bis 2020                                                                                  | Cholet: Einwohnerzahlen von 1793 bis 2020 | Cholet: Einwohnerzahlen von 1793 bis 2020 | Cholet: Einwohnerzahlen von 1793 bis 2020 | Cholet: Einwohnerzahlen von 1793 bis 2020 |
| --- | ----------------------------------------- | ----------------------------------------- | ----------------------------------------- | ----------------------------------------- |
| Jahr |                                           |                                           |                                           | Einwohner                                 |
| 1793 | 1793                                      |                                           | 8.444                                     | 8.444                                     |
| 1800 | 1800                                      |                                           | 4.709                                     | 4.709                                     |
| 1806 | 1806                                      |                                           | 4.746                                     | 4.746                                     |
| 1821 | 1821                                      |                                           | 4.865                                     | 4.865                                     |
| 1831 | 1831                                      |                                           | 7.345                                     | 7.345                                     |
| 1836 | 1836                                      |                                           | 8.895                                     | 8.895                                     |
| 1841 | 1841                                      |                                           | 8.413                                     | 8.413                                     |
| 1846 | 1846                                      |                                           | 8.413                                     | 8.413                                     |
| 1851 | 1851                                      |                                           | 10.385                                    | 10.385                                    |
| 1856 | 1856                                      |                                           | 11.775                                    | 11.775                                    |
| 1861 | 1861                                      |                                           | 12.735                                    | 12.735                                    |
| 1866 | 1866                                      |                                           | 13.360                                    | 13.360                                    |
| 1872 | 1872                                      |                                           | 13.552                                    | 13.552                                    |
| 1876 | 1876                                      |                                           | 14.288                                    | 14.288                                    |
| 1881 | 1881                                      |                                           | 15.916                                    | 15.916                                    |
| 1886 | 1886                                      |                                           | 16.855                                    | 16.855                                    |
| 1891 | 1891                                      |                                           | 16.891                                    | 16.891                                    |
| 1896 | 1896                                      |                                           | 17.844                                    | 17.844                                    |
| 1901 | 1901                                      |                                           | 19.352                                    | 19.352                                    |
| 1906 | 1906                                      |                                           | 20.427                                    | 20.427                                    |
| 1911 | 1911                                      |                                           | 21.058                                    | 21.058                                    |
| 1921 | 1921                                      |                                           | 19.542                                    | 19.542                                    |
| 1926 | 1926                                      |                                           | 20.482                                    | 20.482                                    |
| 1931 | 1931                                      |                                           | 21.711                                    | 21.711                                    |
| 1936 | 1936                                      |                                           | 23.385                                    | 23.385                                    |
| 1946 | 1946                                      |                                           | 26.086                                    | 26.086                                    |
| 1954 | 1954                                      |                                           | 29.358                                    | 29.358                                    |
| 1962 | 1962                                      |                                           | 36.565                                    | 36.565                                    |
| 1968 | 1968                                      |                                           | 41.766                                    | 41.766                                    |
| 1975 | 1975                                      |                                           | 52.976                                    | 52.976                                    |
| 1982 | 1982                                      |                                           | 55.524                                    | 55.524                                    |
| 1990 | 1990                                      |                                           | 55.132                                    | 55.132                                    |
| 1999 | 1999                                      |                                           | 54.204                                    | 54.204                                    |
| 2006 | 2006                                      |                                           | 54.632                                    | 54.632                                    |
| 2013 | 2013                                      |                                           | 53.890                                    | 53.890                                    |
| 2020 | 2020                                      |                                           | 54.357                                    | 54.357                                    |
| Quelle(n): EHESS/Cassini bis 1999, INSEE ab 2006 Anmerkung(en): Ab 1962 offizielle Zahlen ohne Einwohner mit Zweitwohnsitz |                                           |                                           |                                           |                                           |

## Altersstruktur
| Männer | Alterstufe   | Frauen |
| ------ | ------------ | ------ |
| 238    | 90 und älter | 581    |
| 2124   | 75–89        | 2993   |
| 4147   | 60–74        | 5237   |
| 5069   | 45–59        | 5315   |
| 4660   | 30–44        | 4549   |
| 4917   | 15–29        | 4923   |
| 4985   | 0–14         | 4618   |

## Sehenswürdigkeiten
- Liste der Monuments historiques in Cholet

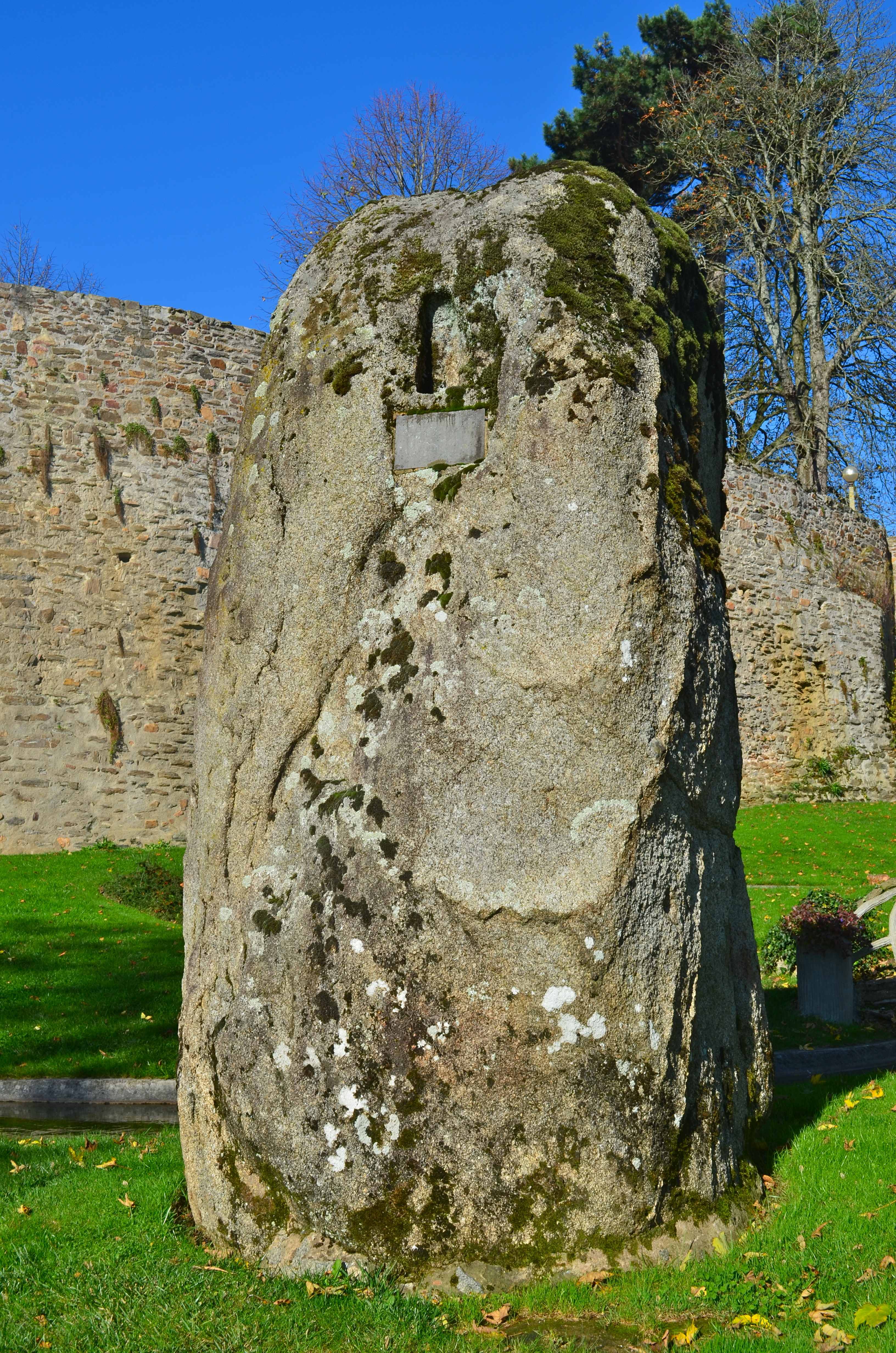
Grand Menhir de la Garde
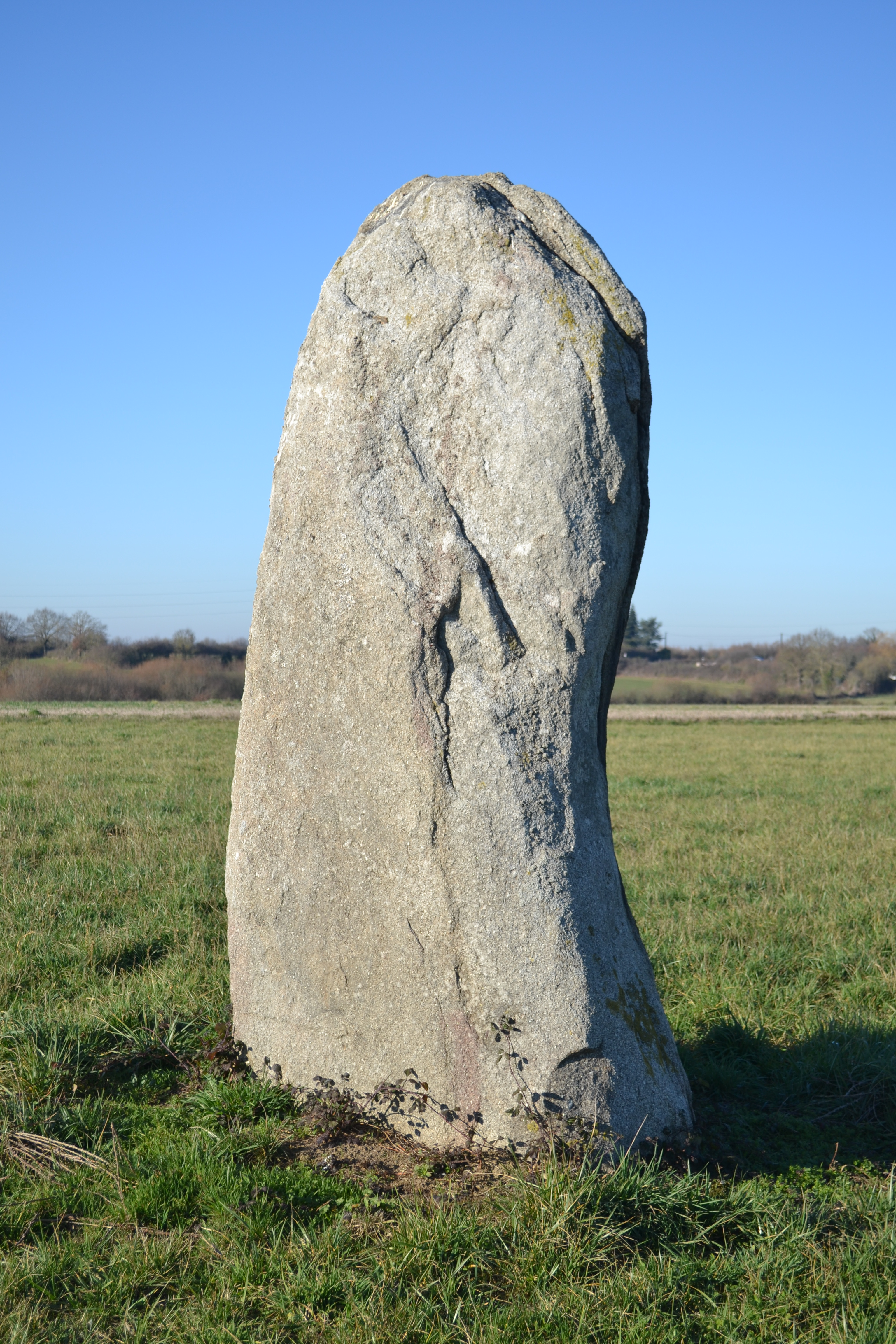
Petit menhir du Champ de la Garde
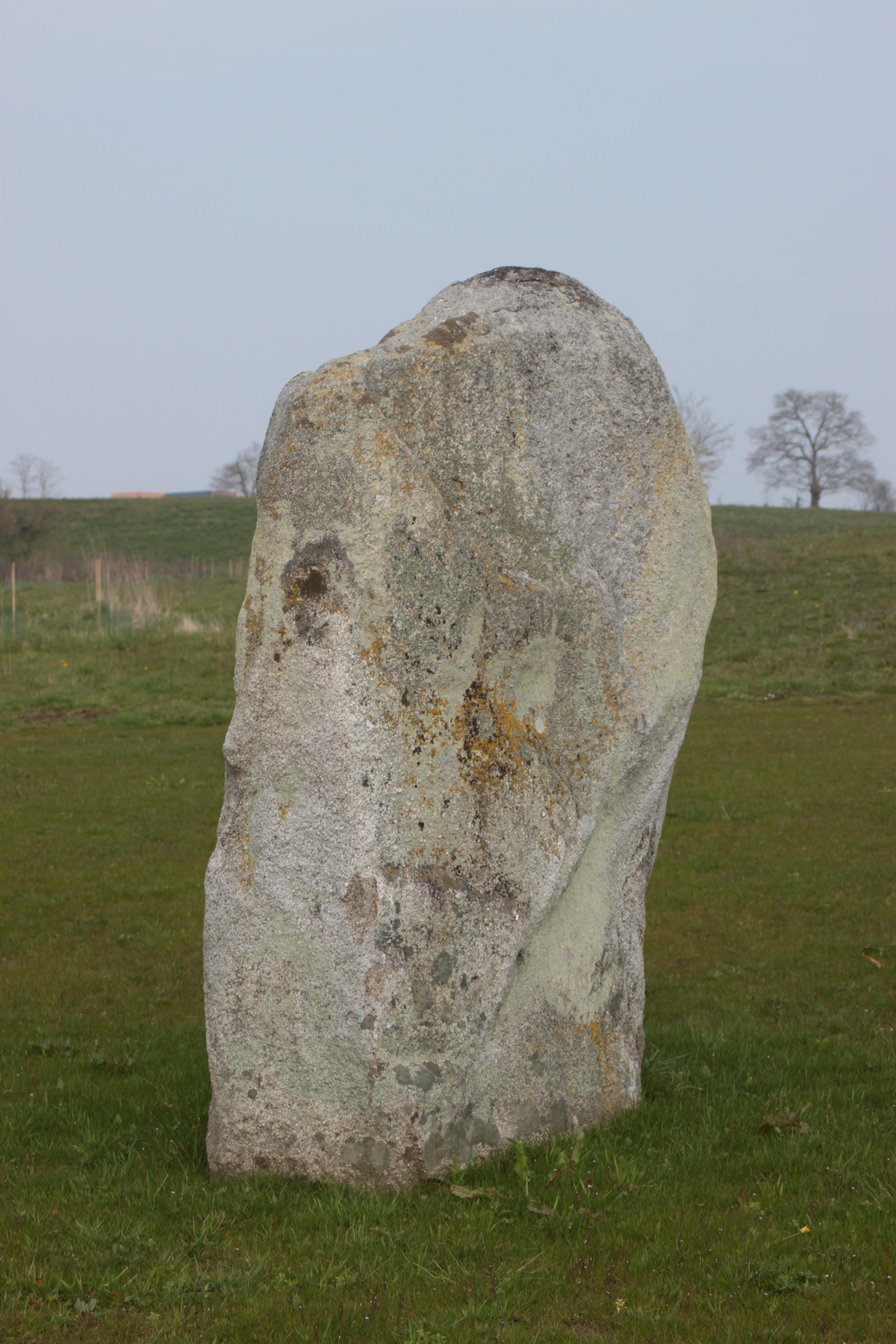
Menhir Pierre Plate
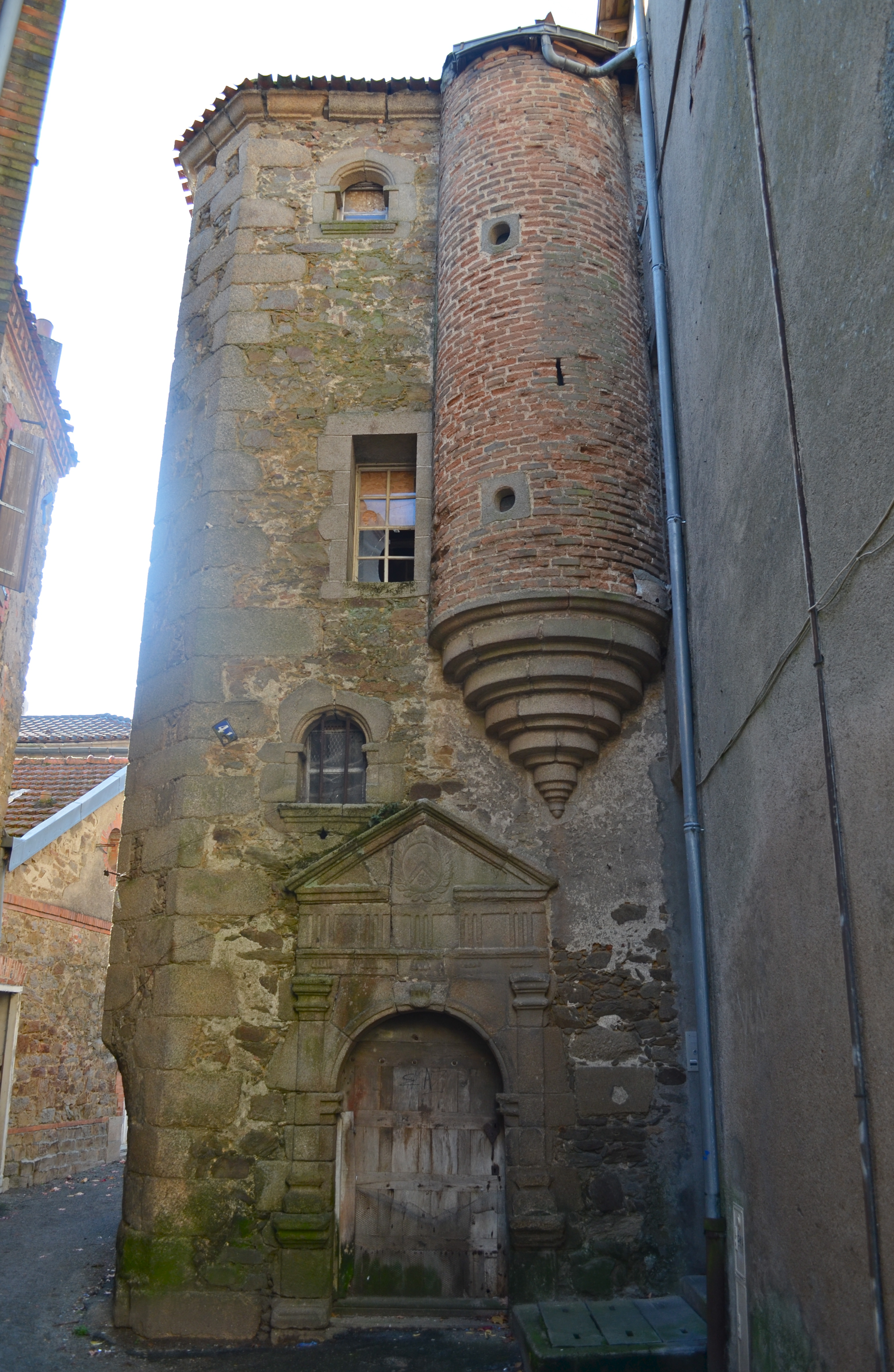
Tour du Grenier
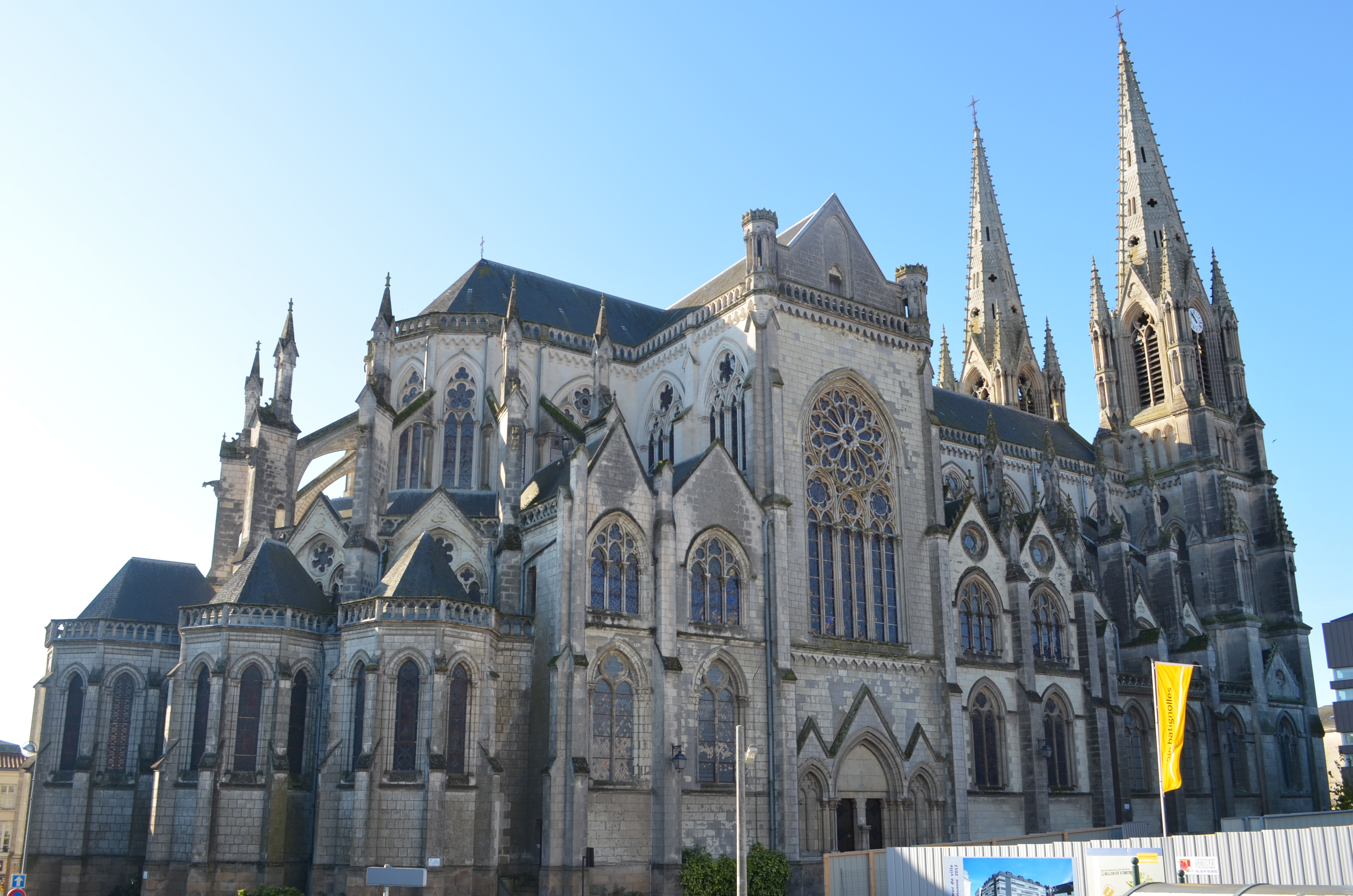
Église Notre-Dame

## Bildung
Die Gemeinde verfügt über
- elf öffentliche Vorschulen,
- vier öffentliche und sieben private Vor- und Grundschulen (École primaire),
- elf öffentliche Grundschulen (Écoles élémentaires),
- fünf öffentliche und drei private Collèges und
- zwei öffentliche und vier private Lycées, davon ein landwirtschaftlich orientiertes.[9]

## Wirtschaft

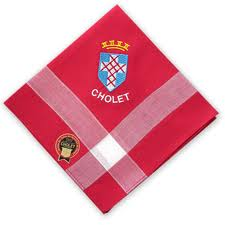
Mouchoir rouge

Das Choletais ist eine industriell geprägte Region. Ursprünglich eine Textilregion, haben sich inzwischen 450 klein- und mittelständische Unternehmen angesiedelt sowie einige große Unternehmen wie Michelin (Reifenherstellung), Thales (Luftfahrtelektronik), Eram (Schuhmode), Nicoll (Kunststoffindustrie), Brioche Pasquier (Hefegebäck) und andere. Zunächst als konterrevolutionäres Symbol wahrgenommen, wurde das Mouchoir rouge im Laufe der Zeit zum Wahrzeichen der Stadt Cholet. In der Stadt und der Region haben sich heute mehrere Firmen zu einem Wachstumspol Kinder zusammengeschlossen und widmen sich in Entwicklung und Forschung  verstärkt Produkten wie Kindernahrung, -mode, -möbel, -pflege etc.
| Unternehmen             | Branche                                               | Umsatz in € |
| ----------------------- | ----------------------------------------------------- | ----------- |
| Antoine Distribution    | Straßengüterverkehr                                   | 75.207.439  |
| In Extenso Centre Ouest | Buchhaltungstätigkeiten                               | 58.216.936  |
| SA Soreel               | Herstellung von Elektroverteilungs- und Steuergeräten | 51.220.755  |
| Ageneau Transports      | Straßengüterverkehr                                   | 45.095.303  |
| Dynalec Dist            | Supermärkte                                           | 44.869.222  |

## Verkehr

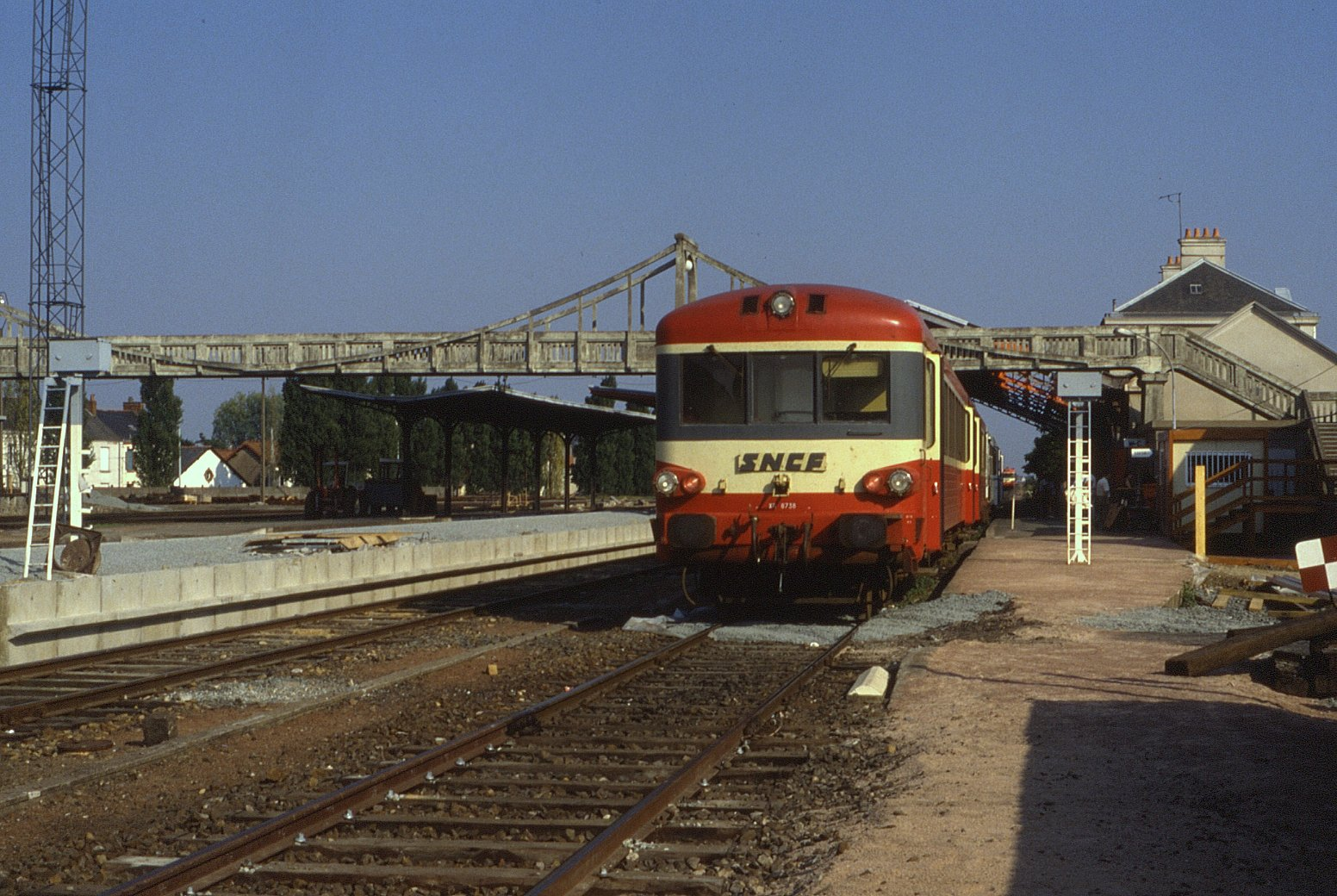
Dieseltriebwagen im Bahnhof Colet (1990)

Cholet ist ausgezeichnet an das französische Autobahnnetz angeschlossen. Die Autobahn A 87 von Angers nach La Roche-sur-Yon kreuzt südlich der Stadt die Nationalstraße N 249 von Nantes nach Bressuire mit einer bzw. vier Anschlussstellen.
Das Stadtzentrum wird von einem Straßenring mit getrennten Richtungsfahrbahnen umschlossen, von dem mehrere Hauptverkehrsstraßen abzweigen:
- die Departementsstraße D 752, die ehemalige Route nationale 752, nach Loireauxence im Norden und nach Cheffois im Süden,
- die Departementsstraße D 160, die ehemalige Route nationale 161, nach Angers im Nordosten,
- die Departementsstraße D 960, die ehemalige Route nationale 160, nach Saumur im Nordosten und nach Les Sables-d’Olonne im Südwesten,
- die Departementsstraße D 20 nach Maulévrier im Südosten und
- die Departementsstraße D 753, die ehemalige Route nationale 753, nach Saint-Jean-de-Monts im Westen.

Der Flugplatz Aérodrome de Cholet - Le Pontreau mit einer längsten Start- und Landebahn von 1380 Metern Länge im Norden von Cholet wird von Freizeit- und Tourismusflugzeugen angesteuert.
Die Transportgesellschaft Choletbus des Gemeindeverbands betreibt 18 Linien, die Cholet innerstädtisch und mit umliegenden Gemeinden des Gemeindeverbands verbinden. Neun Buslinien der Transportgesellschaft Aléop der Region verbinden Cholet mit weiter entfernt liegenden Destinationen wie Nantes, Poitiers, Ancenis-Saint-Géréon, Angers, Saumur oder La Roche-sur-Yon.
Cholet besitzt einen Bahnhof, der von Zügen des TER Pays de la Loire mit Verbindungen nach Nantes, Angers und Poitiers bedient wird.

## Städtepartnerschaften
- Oldenburg in Niedersachsen (Deutschland), seit 1985
- Dénia (Spanien), seit 1996
- Solihull (Vereinigtes Königreich), seit 1999
- Dorohoi (Rumänien), seit 2000

Mit folgenden Städten unterhält Cholet unterschiedliche Kooperationen:
- Sao (Burkina Faso), seit 1999
- Araya (Libanon), seit 2003
- Pierre-De Saurel (Kanada), seit 2004

## Sport
Der Basketballverein Cholet Basket hat seinen Sitz in der Stadt. Die Herrenmannschaft gewann u. a. die französische Meisterschaft und den Coupe de France.
Am 9. Juli 2008 wurde in Cholet die 4. Etappe der Tour de France in Form eines Einzelzeitfahrens über 29,5 km ausgetragen. Der Basketballverein Cholet Basket wurde 2010 erstmals französischer Meister. Zudem gibt es eine Galopprennbahn auf der sowohl Flach- als auch Hindernisrennen ausgetragen werden. Die Fußballer von Stade Olympique Choletais haben im Amateurbereich zeitweise eine gute Rolle in Frankreich gespielt und waren Mitte der 1970er Jahre für eine Saison sogar in der zweiten Division vertreten. Am 9. Juli 2018 fand die 3. Etappe der Tour de France in Form eines Mannschaftszeitfahrens über 35,5 km statt.

## Persönlichkeiten
- Pierre Charles Trémolières (1703–1739), französischer Maler, geboren in Cholet
- Gilbert Prouteau (1917–2012), französischer Schriftsteller und Leichtathletik, verstorben in Cholet
- François Morellet (1926–2016), französischer Maler, Bildhauer, Kupferstecher, Licht- und kinetischer Künstler. geboren und verstorben in Cholet
- Bruno Retailleau (* 1960), französischer Politiker (Les Républicains) geboren in Cholet
- Dominique Blanchet (* 1966), römisch-katholischer Geistlicher und Bischof von Créteil
- Stéphane Traineau (* 1966), französischer Judoka, geboren in Cholet
- Sébastien Duret (* 1980), französischer Radrennfahrer, geboren in Cholet
- Elie Girard (* 1983), französischer Kameramann und Filmregisseur, geboren in Cholet
- Jean Jullien (* 1983), französischer Grafiker, Illustrator, Videokünstler und Fotograf, geboren in Cholet
- Simon Pouplin (* 1985), französischer Fußballtorhüter, u. a. beim SC Freiburg, geboren in Cholet
- Marguerite Humeau (* 1986), französische bildende Künstlerin, geboren in Cholet
- Esther Baron (* 1987), französische Schwimmerin, geboren in Cholet
- Amandine Brossier (* 1995), französische Leichtathletin, Sprinterin, geboren in Cholet
- Louise Maraval (* 2001), Hürdenläuferin, geboren in Cholet